# Florencia Pinar
Florencia Pinar, o Florencia del Pinar (c.1470-c.1530), fue una poetisa castellana de la segunda mitad del siglo XV.

## Biografía
Florencia Pinar fue dama de la corte de Isabel I de Castilla. Fue la primera mujer que participó en justas poéticas. Es una de las pocas poetisas cuyas obras fueron incluidas en la recopilación poética del siglo XV conocida como Cancionero General. Además, compuso sus poemas en el dialecto castellano característico de las clases altas educadas de su época. Los títulos de dama o señora que recibe la autora en los Cancioneros denotan una clase social elevada. Los Cancioneros mencionan a como su hermano al poeta Pinar. Poco más se conoce sobre su vida, se ignora su lugar y fecha de nacimiento, pero se asume que había recibido una educación esmerada y que pertenecía a la clase alta.

## Obras
Se atribuyen a Florencia Pinar seis canciones (¡Ay! que ay quien más no vive; Destas aves su nación; Ell amor ha tales mañas; Hago de lo flaco, fuerte; Cuidado nuevo venido; Tanto más creçe el querer y una glosa al mote Mi dicha lo desconcierta. La canción Destas aves su nación (que aparece en los canciones con la rúbrica Otra canción de la misma señora a unas perdices que le enviaron vivas) es conocida por su simbolismo y temas ocultos:

Destas aves su nación
es contar con alegría,
 
y de vellas en prisión
 
siento yo grave pasión,

sin sentir nadie a mía.

Ellas lloran que se vieron
 
sin temor de ser cativas,
 
y a quien eran más esquivas
 
esos mismos las prendieron.

Sus nombres mi vida son

que va perdiendo alegría,

y de vellas en prisión

siento yo grave pasión,

sin sentir nadie a mía.

## Estilo y sentido
Es conocida principalmente por su habilidad con el lenguaje figurado y con el conceptismo, mostrando la doble naturaleza del amor, que es causa de placer y de dolor. Es también evidente su uso característico de alusiones sexuales indirectas. En esa época la perdiz simbolizaba la promiscuidad femenina, puesto que la perdiz es un ave que queda fácilmente preñada. Este uso juguetón del simbolismo es una de las características distintivas de la poesía de Pinar. El tema que prevalece en sus poemas es el del amor, pero hay también mucha ambigüedad en su tono. A través de los siglos, los académicos se han preguntado si este amor sobre el que escribía era de naturaleza platónica o sexual.

## Ediciones
- Canciones / Lieder. Edición bilingüe castellano-alemán. Traducción al alemán de Anna Klinkner y Elena Moreno Sobrino. Saarbrücken: Editorial Calambac (Calambac Verlag), 2020.